# Аян (Хабаровский край)
Ая́н — село в Хабаровском крае России, административный центр Аяно-Майского района и сельского поселения «Село Аян».

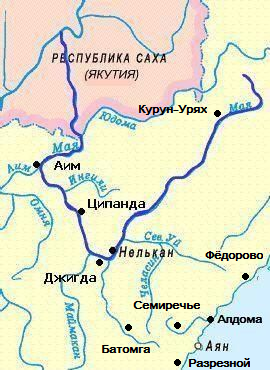

## География
Находится на полуострове Нонгдар-Неготни, на берегу одноимённой природной бухты Охотского моря, в 911 км к северу от Хабаровска (по прямой). Протекает ручей Сарафановка. В 1-4 километрах находятся: мыс Льготный — это место, где проходит граница погранзоны ФСБ; гора Ландор.

## Топоним
С якутского языка название Аян переводится как "путь", "дорога", с эвенкийского - "залив".

## История
Посёлок был основан в 1843 году Русско-Американской компанией как начальный пункт нового тракта, который должен был связать Якутск с охотским побережьем с целью перевозки груза оленьим транспортом. Тракт, получивший название Амгино-Аянский, пролегал через Нелькан, Аим, Усть-Маю и Амгу. Тракт был проложен в 1844—1845 годах, в 1845 году в Аян переехала Охотская фактория. В 1846 году Аян получил статус порта; начальником его с 1850 по 1856 год был А. Ф. Кашеваров. В 1854 году в Аяне высадился писатель Иван Гончаров, который затем проехал сухим путём через всю Россию и вернулся в Петербург.
В 1855 году в ходе Крымской войны, несмотря на нейтралитет Российско-Американской компании, в порту высаживался английский десант.
С открытием Аянского тракта оживилась торговля, однако после продажи Аляски и прекращения деятельности Российско-Американской компании значение поселения упало. 
В 1871 году Аян получил добиться статус порта беспошлинного завоза товаров (порто-франко) для порта Аян, территория всей Якутской области стала зоной беспошлинного ввоза товаров через Аянский порт. 
Во время русско-японской войны 1 августа 1905 года два японских военных корабля высадили в Аяне десант,  были разграблены церковь, склад, лавки Камчатского торгово-промышленного общества и жилые дома. 

### В СССР
Во время Гражданской войны 1917—1923 годов Аян стал ареной боевых действий. 6 сентября 1922 года в Аян на двух пароходах прибывает Сибирская Добровольческая Дружина (СДД) генерала Пепеляева. Оставив в селе гарнизон, она по Амгино-Аянскому тракту направляется в сторону Якутска. После разгрома СДД под руководством генерала Пепеляева возвращается в Аян 1 мая 1923. 17 июня 1923 года в Аян вступает отряд Красной армии под руководством Степана Вострецова, перед которым СДД капитулирует.
В 1924—1925 годах в регионе шло тунгусское восстание. Повстанческие отряды якутов, тунгусов (эвенков) и частично русских действовали в Аяно-Нелькано-Алданском, Охотском, Оймяконо-Верхоянском районах Якутии, в Абые. В мае 1924 года восставшие заняли населённый пункт Нелькан, который стал базой повстанцев. В ночь на 6 июня 1924 года отряд из 60 повстанцев сумел одержать победу над советским гарнизоном порта Аян и захватить населённый пункт.
14 июля 1924 года в поселке состоялся Всетунгусский съезд, на котором была провозглашена независимая от СССР Тунгусская Республика. На съезде было избрано Временное Центральное Тунгусское Национальное Управление, решившее отделиться от РСФСР. Начальником штаба вооружённых отрядов стал М. К. Артемьев, начальником отрядов — тунгус П. Г. Карамзин.
В 1925 году восставшие заключили перемирие с советскими властями и сложили оружие. Многие видные повстанцы были включены в состав советских руководящих органов. В 1927 году началась политика «закручивания гаек», в результате которой в течение года бывшие руководители восстания были репрессированы, многие казнены.
С 10 декабря 1930 года до 22 июля 1934 года располагался административный центр новосозданного Аяно-Майского района Охотского (Эвенского) национального округа.

## Население
| 1887  | 1939  | 1959  | 1970  | 1979  | 1989  |
| ----- | ----- | ----- | ----- | ----- | ----- |
| 180   | ↗1920 | ↘1721 | ↘1360 | ↗1407 | ↗2039 |
| 1992  | 2002  | 2010  | 2011  | 2012  | 2013  |
| ↘1700 | ↘1325 | ↘967  | ↘964  | ↘920  | ↘870  |
| 2014  | 2015  | 2016  | 2017  | 2018  | 2019  |
| ↘854  | ↘851  | ↘841  | ↗844  | ↘827  | ↘817  |
| 2020  | 2021  |       |       |       |       |
| ↘808  | ↘788  |       |       |       |       |

## Климат
| Показатель                      | Янв.  | Фев.  | Март  | Апр.  | Май   | Июнь | Июль | Авг. | Сен. | Окт.  | Нояб. | Дек.  | Год   |
| ------------------------------- | ----- | ----- | ----- | ----- | ----- | ---- | ---- | ---- | ---- | ----- | ----- | ----- | ----- |
| Абсолютный максимум, °C         | 2,7   | 2,8   | 10,6  | 17,5  | 30,3  | 33,7 | 33,2 | 30,7 | 27,2 | 18,6  | 10,0  | 4,6   | 33,7  |
| Средний суточный максимум, °C   | −14   | −11,7 | −5,8  | 0,5   | 5,4   | 11,5 | 15,5 | 17,3 | 13,5 | 4,5   | −6,8  | −13   | 1,4   |
| Средняя температура, °C         | −17,6 | −15,9 | −10,3 | −3,1  | 2,0   | 7,7  | 12,4 | 13,7 | 9,5  | 0,8   | −10,2 | −16,3 | −2,3  |
| Средний суточный минимум, °C    | −21,1 | −19,7 | −15   | −6,6  | −0,5  | 4,9  | 9,9  | 10,5 | 5,7  | −2,8  | −13,6 | −19,7 | −5,7  |
| Абсолютный минимум, °C          | −37,9 | −35,6 | −31   | −23,5 | −14,7 | −4,2 | 0,4  | 2,4  | −6,7 | −20,2 | −29,6 | −34,7 | −37,9 |
| Норма осадков, мм               | 25    | 14    | 22    | 45    | 82    | 96   | 150  | 181  | 150  | 88    | 49    | 22    | 924   |
| Температура воды, °C            | −1,8  | −1,7  | −1,6  | −1,1  | 0,8   | 5,3  | 10,1 | 11,7 | 9,9  | 5,2   | −0,7  | −1,8  | 2,9   |
| Источник: Погода и климат ЕСИМО |       |       |       |       |       |      |      |      |      |       |       |       |       |

## Транспорт
Село находится на значительном удалении от других населённых пунктов.
К селу шёл Аянский тракт. В перечень краевых автодорог входят 08 ОП РЗ 08К-4 «с. Аян — с. Нелькан», 08 ОП РЗ 08А-2 «подъезд к аэропорту с. Аян».

### Воздушный
С внешним миром связано круглогодичным воздушным сообщением с расположенного в 12-и километрах по дороге на юг аэродрома, с грунтовой взлётно-посадочной полосой длиной 1150 метров.

### Водный
В летний период — морским транспортом.

## Связь
Работает сотовая связь (МТС, Билайн, МегаФон).

## Достопримечательности
- обелиск Воинской славы

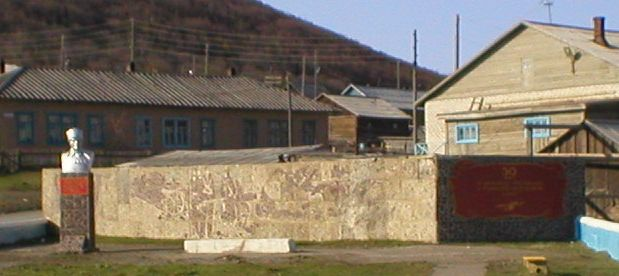
Памятник красноармейцам, погибшим за советскую власть в 1924 году,
и бюст Степану Вострецову

- памятник красноармейцам, погибшим за советскую власть в 1924 году
- бюст Степану Вострецову.
- в селе родился Ильин Виктор Михайлович (род. 1936), народный врач СССР (1978).